# Armata
Armata — рід грибів родини Micropeltidaceae. Назва вперше опублікована 1958 року.

## Класифікація
До роду Armata відносять 1 вид:
- Armata macrospora